# Ouled Ben Abdelkader
Ouled Ben Abdelkader, anciennement appelée Masséna, est une commune de la wilaya de Chlef en Algérie, située à 20 km au sud ouest de Chlef, sur l'oued Sly au pied de l'Ouarsenis, à côté du barrage de Sidi Yacoub qui alimente Chlef en eau potable.

## Géographie

### Lieux-dits, quartiers et hameaux
Baadnia (Ziadnia, cité Cle Amirouche Ait Hamouda), Brarik thata, Brarik fwaga, Djnan El Hadj, El kho
dam, Awachria, Chaabet Kheira (Alabtal), El hamoul, Klaba, ElGtayeb, Seraj, Zemoura, Brahmia, Gantra Zerga, el getar , el roiyess ... etc

## Sources, notes et références
1. ↑  « Wilaya de Chlef : répartition de la population résidente des ménages ordinaires et collectifs, selon la commune de résidence et la dispersion ». Données du recensement général de la population et de l'habitat de 2008 sur le site de l'ONS.